# Kiné Kirama Fall
Kiné Kirama Fall (pseudonyme) est une poétesse sénégalaise née en 1934.
Elle a publié deux volumes de ses vers en français dans les années 1970 et est connue pour le caractère mystique de ses poèmes, qui expriment un amour de la nature et de Dieu.
Elle fait partie de la première génération d'écrivaines sénégalaises qui ont émergé dans les années qui ont suivi l'indépendance en 1960.

## Biographie
Kiné Kirima Fall est née en 1934 dans la ville côtière de Rufisque près de Dakar au Sénégal. Elle atteint tardivement l'alphabétisation en français et est privée d'études secondaires. Cela l'a peut-être libérée des conventions européennes et a apporté une authenticité sénégalaise à son travail, selon le poète-politicien Léopold Senghor qui a préfacé son premier livre de poésie,. 
En 1973, elle confie à un journaliste que sa poésie est presque toujours chantée : « Je chante la terre, la mer, le ciel, le vent, le soleil, toute la nature. Mais par-dessus tout, je chante Dieu que j'aime. ». Ses thèmes l'ont choisie, dit-elle et traitent principalement de « la nature, Dieu et l'expérience humaine ». 
Senghor pense que son travail montrait « une combinaison typiquement africaine de spiritualité et de sensualité ». Un autre critique mentionne la « fraîcheur, l'économie et la spiritualité » qu'elle apporte à l'écriture sur l'amour, les tourments, la foi et la nature. 
Kiné Kirima Fall fait partie de la première génération d'écrivaines sénégalaises qui ont émergées dans les années qui ont suivi l'indépendance en 1960, mais qui sont restées pendant un certain temps presque inconnues au niveau international,. Ses poèmes ont des échos des traditions régionales de l'oralité, le plus évidemment dans les chants de louange et des échos aussi de sa langue wolof natale,. 
Deux de ses poèmes, La Mer et Le Soleil dans le cœur sont publiés dans la revue Awa en 1973.

## Œuvres
- Chants de la rivière fraîche : poèmes, Dakar, Nouvelles Éditions Africaines, 1975
- Les élans de grâce, Yaoundé, Editions CLE, 1979